# The Sentimentalists
Os sentimentalistas, também conhecido como o "Clark Sisters" (e também como o "Original Clark Sisters", assim chamada para diferenciá-los do grupo atual música gospel com o mesmo nome, o The Clark Sisters), grupo de canto eram um estadunidense, que consiste nas irmãs Mary Clark, Peggy Clark Schwartz, Ann Clark e Jean Clark. Vindo de Grand Forks, North Dakota, que eram meros dezessete a vinte e três anos de idade, quando eles assinaram com a banda de Tommy Dorsey, em 1944, para substituir o popular Pied Pipers, após os Pipers tinha parado de banda Dorsey para sair por si próprios.
Embora eles nunca alcançou a fama e fortuna de alguns de seus contemporâneos (como as Andrews Sisters e as McGuire Sisters), as gravações de The Clark Sisters 'são hoje realmente mais altamente apreciados pelos aficionados de jazz, por suas exclusivas stylings vocais, em que muitas vezes emular (e de fato cantar as cartas reais para seções instrumentais). Por outro lado, nem as Andrews Sisters, nem as McGuire Sisters são hoje consideradas como parte do léxico de jazz, apesar de seu sucesso nas paradas.

## História antiga
The Clark Sisters nasceram e foram criados em Grand Forks, North Dakota. Eles começaram a cantar juntos como crianças pequenas, e por final de 1930 todos elas foram tocar juntos em eventos cívicos e serviços da igreja. Depois de atingir certa fama local, as irmãs foram levados por sua mãe para New York, onde apareceu no  Major Bowes' Amateur Hour. Apesar de não ganhar, eles receberam um contrato para aparecer em diversos meses em uma USO show.
Seguindo sua turnê USO, eles voltaram para New York, onde, por sorte, Tommy Dorsey estava procurando por um quarteto vocal para substituir uma das características mais populares de sua banda, os Pied Pipers. Dorsey, (que estava propenso a casos de mau humor) tornou-se irritado com um dos Pipers para mandá-lo para a direção errada na estação de trem em Portland, Oregon, e despediu-o. The Pipers, de "lealdade equipe", demitiram em massa. Naquele momento, o registro 1° nas paradas foi "There Are Such Things", cantada por Frank Sinatra e os Pied Pipers, o último RCA registro fizeram com Dorsey.
As irmãs fizeram teste para Dorsey no seu apartamento da rua oeste Quarenta e quinto lugar, onde ele lhes ofereceu um emprego no local.

## Últimos anos
Em 1953, as Irmãs Clark tomou a decisão de deixar a organização Dorsey, principalmente devido ao fracasso Dorsey para pagar o que eles achavam que valiam, bem como os seus desejos para deixar a vida estrada, e dedicar-se à família e à gravação. Fiel às suas intenções originais, Dorsey se recusou a permitir-lhes continuar a usar o "Sentamentalists" nome, e nem sequer lhes permitem referenciar em sua informação, a publicidade que eles já tinham sido conhecidos sob esse nome.
Apesar mesquinhez Dorsey no entanto, as Irmãs persistiu, e além de continuar a executar até 1960, eles gravaram três álbuns LP sob seu próprio nome (embora nenhum dos álbuns ainda estão disponíveis comercialmente). Em 1990, no entanto, Dream Records Jasmine adquiriu os direitos para as fitas master, e re-lançado três álbuns, compilados em um único CD, intitulado "The Clark Sisters Swing Again".